# محطة قطارات جوردنهيل
محطة قطارت جوردنهيل (بالإنجليزية: Jordanhill railway station)‏ في جوردنهيل، اسكتلندا هي محطة قطارات بين خط آرجلي وخط شمال سليدي. تم افتتاح المحطة بتاريخ 1 أغسطس 1887 كجزء من نظام محطات جلاسكو، يوكر وسليدابنك. تقع محطة جوردن هيل عند الاحداثيات (55°52′57.6″N, 4°19′30.4″W) بالقرب من جامعة ستراتسلايد في جلوسو.